# Skinhead white power
Skinhead white power (também conhecido como nazi-skin, skin 88, skinhead nazista ou ainda, bonehead que é uma denominação pejorativa utilizada pela maioria dos skinheads não-racistas, que significa algo como "cabeça dura" ou "parvo" na gíria inglesa) é uma ramificação da cultura skinhead que possui indivíduos antissemitas da supremacia branca. Muitos deles são filiados com organizações do nacionalismo branco. Eles são conhecidos por seus ataques, especialmente contra imigrantes paquistaneses (paki bashing, o "linchamento de paquistaneses"), contra hippies e contra militantes ativistas de esquerda e extrema-esquerda. A radicalização de alguns skinheads de extrema-direita foi iniciada pelo desvio da banda inglesa Skrewdriver, que inicialmente era uma banda de street-punk apolítica. A British National Front foi responsável na transformação de parte do movimento skinhead neonazista nos anos 70 e 80.